# 최방연
최방연(崔枋衍, 1886년 4월 25일 ~ 1928년 2월 29일)은 대한제국 독립운동가이다.

## 다른 이름
아명(兒名)은 최방훈(崔枋熏, 崔枋勳), 崔方衍(최방연)이었으며 1899년 1월 18일을 기하여 崔枋衍(최방연)으로 개명하였다. 

## 생애

### 일생
1920년 9월 함경북도 회령군에 설치된 대한민국 임시정부 연통제의 일환으로 함경북도 독판부가 재건되자 경감에 임명되었고, 1921년 7월경과 1921년 8월경 일본 관헌 공격에 필요한 총기를 보관하고 독립운동 자금 모집 활동을 전개하다가 체포되어 옥고를 치렀다. 그에 앞서 1920년 5월 임시 정부는 내무부 특파원 안정근(安定根), 왕덕삼(王德三)을 간도와 함경북도로 파견하여 회령에 함경북도 독판부(咸鏡北道 督辦府)를 재건하도록 하였다. 결국 이에 따라 안정근 등은 지린 성 허룽 현(和龍縣)의 국민회(國民會) 통신부장 박용훈(朴龍勳)을 만나 회령에 함경북도 독판부를 설치하고 간도에 총판부(總辦府)를 설치하여 총괄하게 하였다. 그리고 다른 한편, 1920년 7월 이래 함경북도 회령군(會寧郡)에서 나성호(羅聖鎬), 정희용(鄭熙鎔), 허익근(許益根) 등과 함께 회령에 간도 국민회 지회를 설치할 것을 논의하고 오순준(吳舜濬, 이명 오순예)을 지회장으로 선임하여 간도로 파견하였다. 그에 이어 국민정부 시대 중화민국 대륙 본토 둥베이 지방 지린 성 허룽 현에서 박용훈이 오순준에게 함북독판부 설치를 권유하자, 회령으로 돌아온 오순준은 이를 나성호, 정희용 등에게 전달을 하여 함경북도 독판부 임원을 선정했다. 결국 최방연 그는 1920년 9월 29일 함경북도 독판부 경감(警監)으로 임명되었다. 그리고 임원 선정 후 전경욱(全慶郁) 등이 다시 간도 국민회 본부로 건너가 안정근을 만나 함경북도 독판부 조직과 활동 관련 계획에 관해 협의하고 돌아왔다. 그 후 전경욱 등은 권총과 탄환, 폭탄을 최방연에게 전달하자, 최방연은 이를 휴대하고 회령에서 군자금을 모집하여 전경욱에게 전달하였다. 또한 최방연 등은 회령지역 관청과 은행 등 일제 주요기관 공격과 친일파 처단을 위해 총기와 탄약 확보, 군자금 모집 활동을 전개하다가 1920년 12월경 회령 경찰서와 함경북도 경찰부에 의해 체포되었다.
그는 1921년 11월 10일 함경남도 함흥지방법원 함경북도 청진지청에서 소위 대정(大正)8년제령(制令)제7호 위반, 폭발물취체벌칙 위반으로 징역 3년 6개월형을 받고 공소하였으나, 1922년 2월 27일 경성복심법원에서 공소 취소로 형이 확정되어 옥고를 치렀다. 그 후 1924년 12월, 만기출감하였다.

## 사후
대한민국 정부에서는 고인의 공훈을 기리고자 2013년 3월 1일을 기하여 건국훈장 애족장을 추서하였다.